# Пруве, Жан
Жан Пруве́ (фр. Jean Prouvé , 8 апреля 1901, Париж — 23 марта 1984, Нанси) — французский архитектор и дизайнер. Один из самых талантливых конструкторов XX века.

## Биография
Жан Пруве родился в семье художника Виктора Пруве. В юности освоил профессию слесаря и мастера художественной ковки. В 1923 открыл в Нанси свою первую мастерскую-кузницу по изготовлению художественных люстр. Позже занялся проектированием мебели.
В 1931 организовал в Париже совместно с Оженом Бодуэном и Марселем Лодсом бюро «Ателье Жана Пруве», самым известным проектом которого, стал Народный Дом (фр. Maison du Peuple) в Клиши.
В 1940—1951 годах работал с архитекторами Шарлоттой Перриан  и  Пьером Жаннере, занимался проектированием мебели, которая составляла значительную часть его творческой работы. Во время Второй мировой войны Пруве работал в своей мастерской (в это время он собирал велосипеды и сконструировал печку «Pyrobal»), а также принимал участие в Сопротивлении, благодаря чему он стал мэром Нанси и был назначен членом Собрания основателей (его имя упоминается в мемуарах генерала де Голля за 1944 год). Одной из его заметных работ является также типография Mame в Туре, созданная совместно с Бернаром Зерфюсом.
Проекты Жана Пруве отличались не только высокой функциональностью и качеством, но и достаточно низкой стоимостью их изготовления. Его мебель до нынешнего времени пользуется большой популярностью, а некоторые модели продолжают изготавливаться и сейчас, например, «Fauteuil de Grand Repos».
Жан Пруве пробовал перенести промышленные методы и в архитектуру, не теряя при этом в эстетическом качестве конечного продукта.
Многие дизайнеры и архитекторы современности подхватили и продолжают претворять в жизнь идеи Пруве, среди них Ренцо Пиано, Жан Нувель и Норман Фостер.
Ле Корбюзье характеризуя творчество Ж. Пруве, сказал:

Жан Пруве объединяет в своëм лице архитектора и инженера, а точнее говоря, архитектора и каменщика, потому что всё, к чему он прикасается, и что проектирует, немедленно получает элегантные и пластические формы с моментально решённой прочностью и готовым к промышленному производству.

В 1971 году он был председателем жюри при рассмотрении проектов оформления Центра Помпиду в Париже.
Лауреат Премии Эразма (1981).

## Важнейшие работы
- Народный Дом (фр. Maison du Peuple) в Клиши
- Ворота выставочного центра — Дворец Порт-Доре в Париже
- Выставочный центр в Гренобле
- Центр новой индустрии и технологий (инженерная часть)
- Здание Сен-Пре университетского центра Сен-Пре (Университет Париж Декарт)
- Штаб-квартира Французской Компартии в Париже

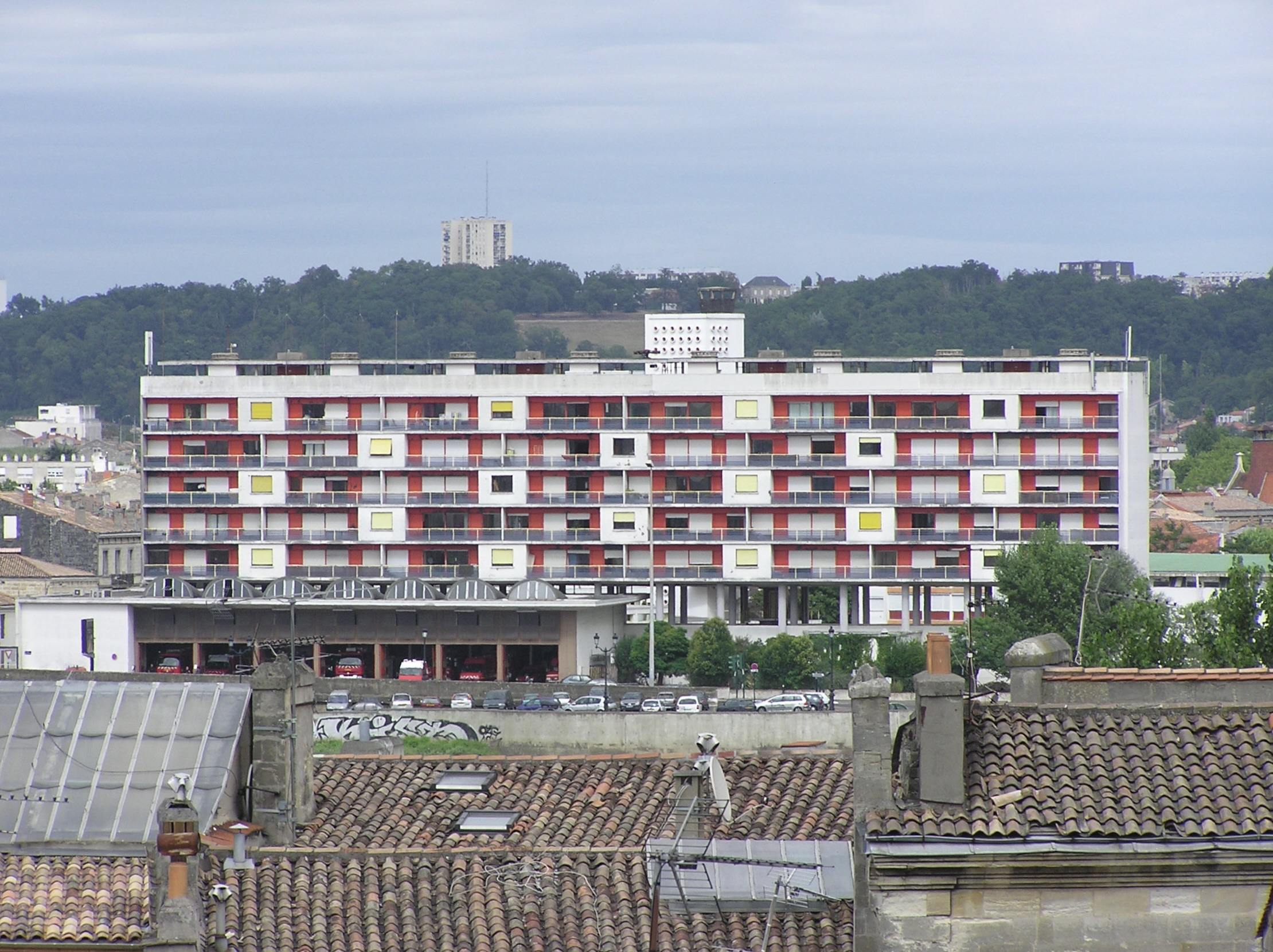
Пожарная станция в Бордо
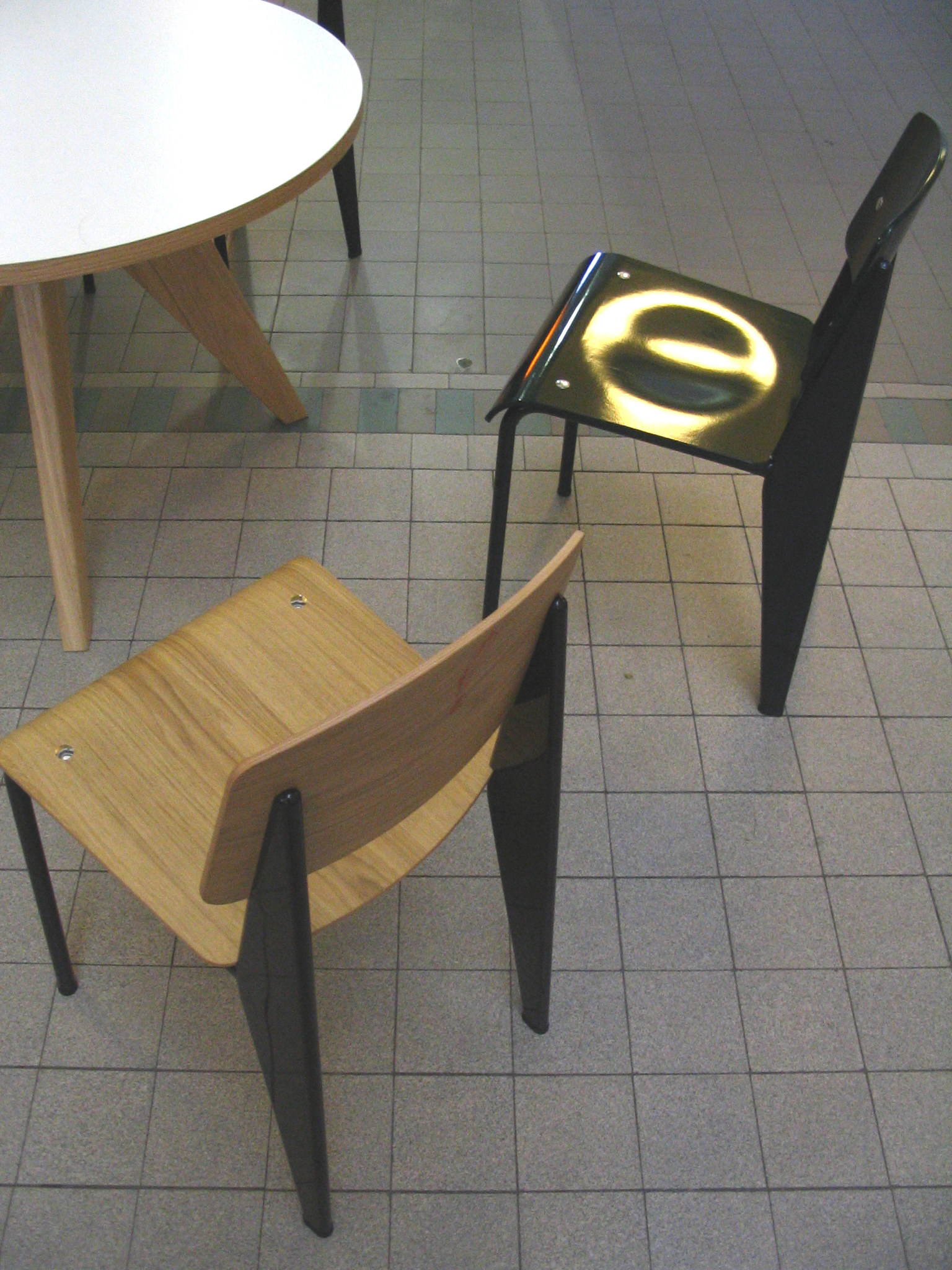
Образцы мебели